# Chiến tranh Ayutthaya – Myanma (1538–1549)
Chiến tranh Ayutthaya - Myanma (1538–1549) là cuộc chiến tranh lớn đầu tiên giữa vương quốc Ayutthaya và vương quốc Myanma dưới triều Taungoo.

## Nguyên nhân
Thành lập vào giữa thế kỷ 14, vương quốc Ayutthaya của người Thái dần dần lớn mạnh và thành lập mandala của riêng mình. Trong khi đó, Myanma rơi vào thế phân liệt kéo dài kể từ sau khi đế chế Pagan bị quân đội Nguyên Mông tiêu diệt. Giữa thế kỷ 16, Tabinshwehti đã lãnh đạo người Miến thống nhất đất nước. Ngay sau khi lên ngôi vua vào năm 1531, Tabinshwehti đã tiến đánh miền nam. Miền nam Myanma lúc đó do người Môn chi phối và có vị trí quan trọng đối với thương mại. Năm 1532, người Shan đã tấn công miền nam Myanma, khiến cho vùng người Miến chi phối có nguy cơ bị người Shan bao vây. Vì thế, Vua Tabinshwehti quyết tâm chinh phạt bằng được người Môn miền Nam Myanma. Bốn cuộc chinh phạt liên tục được tổ chức, và sau cuộc chinh phạt thứ tư vào năm 1538, người Môn thất thủ hoàn toàn. Nhiều người Môn bỏ chạy sang Ayutthaya cầu viện binh. Điều này dẫn tới xung đột giữa Ayutthaya và Myanma.

## Diễn biến

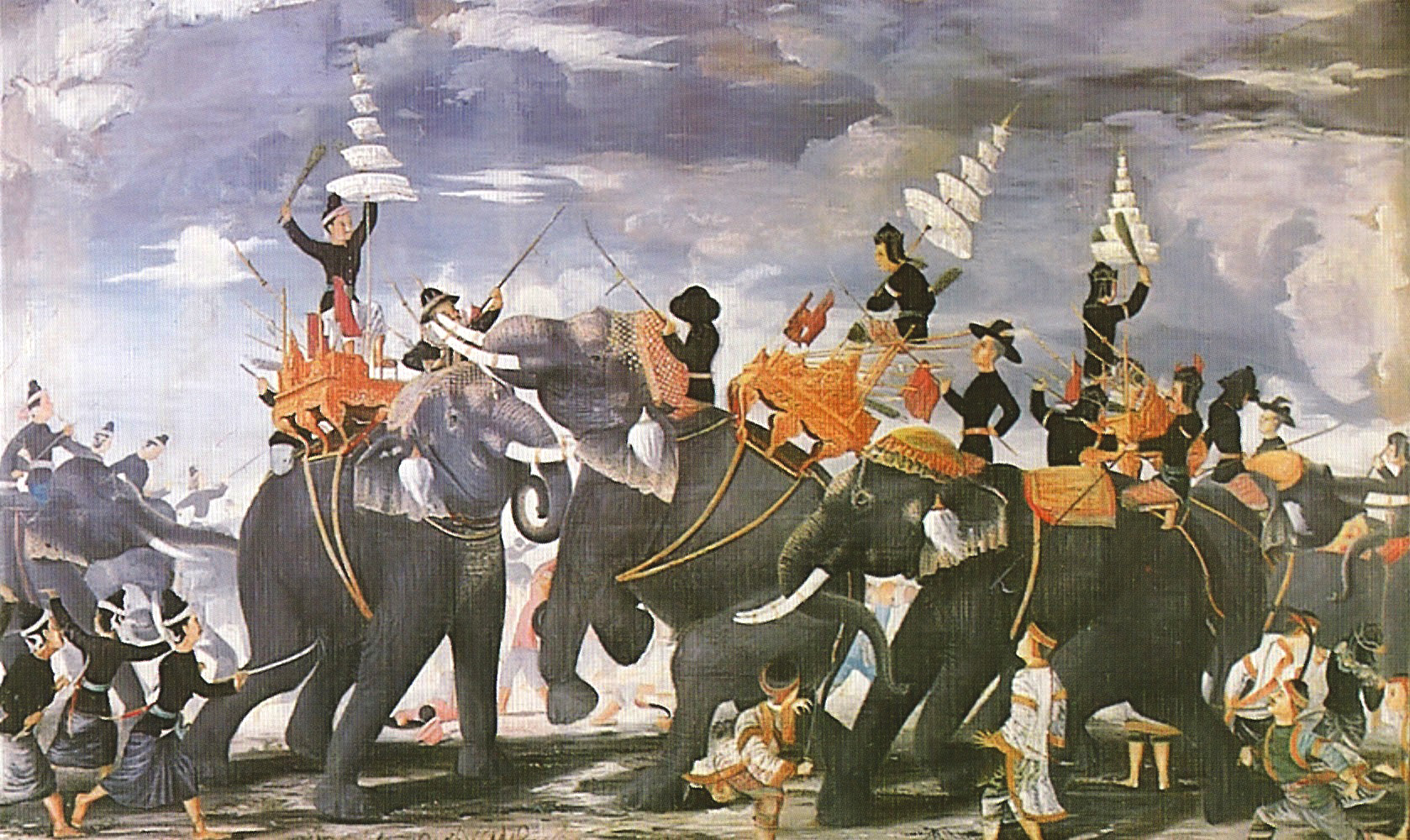
Tranh của Hoàng thân Narisara Nuvadtivongs, vẽ cảnh Hoàng hậu Suriyothai (giữa) cưỡi voi chen vào giữa Vua Maha Chakkraphat (phải) và tướng Myanma (trái).

Chiến tranh giữa hai nước bùng nổ vào năm 1538 và diễn ra như sau:
- Năm 1538, quân Myanma tấn công người Môn ở Chiang Krai ngày nay và chiếm giữ vùng này. Lúc đó, Chiang Krai là chư hầu của Ayutthaya. Không lâu sau, quân Ayutthaya dưới sự chỉ huy của Vua Chairacha nhà Hậu Suphannaphum và được sự hỗ trợ của 130 tay súng người Bồ Đào Nha đã giành lại được Chiang Krai.
- Năm 1544, quân Myanma tấn công đến tận kinh đô Ayutthaya và vây hãm. Vua Tabinshwehti yêu cầu vua của Ayutthaya phải chấp nhận làm chư hầu và phải cống nộp phụ nữ đẹp và voi trắng cho vua Myanma. Tuy nhiên, quân Myanma sau đó phải rút về do vây hãm lâu mà không hạ được thành. Ayutthaya cũng không chấp nhận các đòi hỏi của Myanma.
- Năm 1546, để ngăn chặn nguy cơ quân Myanma chiếm và dùng Lan Na làm bàn đạp tấn công Ayutthaya, vua Chairacha của Ayutthaya đã tấn công Lan Na.
- Nhân cơ hội Myanma bận chinh chiến ở Arakan, Ayutthaya đã tấn công xuống cảng thị Tavoy (Dawei, Myanma ngày nay) ở bờ biển Tenasserim. Vua Tabinshwehti ra lệnh cho chúa Martaban đẩy lui người Thái khỏi Tavoy.
- Năm 1548, nhân cơ hội triều đình Ayutthaya xung đột nội bộ để tranh giành ngai vua, Myanma lại gây sức ép với Ayutthaya. Sứ giả Myanma sang đòi cống nạp bị triều đình Ayutthaya giết chết. Myanma huy động 1,5 triệu quân và 4 ngàn thớt voi chiến đi đánh Ayutthaya. Lần này, Ayutthaya phải nhờ cậy cả sự giúp đỡ của quân lính Bồ Đào Nha dưới sự chỉ huy của Diogo Soares de Mello để phòng thủ. Sau 20 ngày vây hãm không hạ nổi thành Ayutthaya, hết lượng, quân Myanma phải rút về.
- Năm 1549, 30 vạn quân Myanma với 700 thớt voi chiến lại sang tấn công Ayutthaya. Vua mới của Ayutthaya là Maha Chakkraphat và hoàng hậu Suriyothai đích thân cầm quân cự địch. Trong khi giao chiến với chỉ huy quân Myanma, voi của Maha Chakkraphat bị thương và ngã. Hoàng hậu Suriyothai vội thúc voi tới cứu chồng, chen vào ngăn giữa chồng và tướng Myanma. Bà bị tướng Myanma chặt đứt một cánh tay và hy sinh. Hoàng tử Phra Boromdilok cũng hy sinh. Quân Ayutthya thua nhưng vẫn kháng cự quyết liệt. Vua Maha Chakkraphat gọi con rể là Maha Thammaracha ở Phitsanulok tới cứu viện. Trong khi đó, quân Myanma thì thiếu tiếp viện, lại có tin người Môn trong nước nổi dậy. Nghe lời Bayinnaung, Vua Tabinshwehti cho quân Myanma rút về. Trên đường rút lui, quân Myanma bị quân Ayutthaya của hoàng tử Phra Ramesuan và của Maha Thammaracha truy kích. Đến Kamphaeng Phet, quân Ayutthaya rơi vào trận địa mai phục của quân Myanma và bị đánh tan. Phra Ramesuan và của Maha Thammaracha bị quân Myanma bắt. Tình thế này khiến Vua Maha Chakkraphat phải chấp nhận hòa bình với Myanma, cống nộp voi chiến.